# Autopolis
Autopolis es un autódromo situado cerca de la localidad de Kamitsue en la prefectura de Ōita, región/isla de Kyūshū, Japón. Ha albergado a los principales campeonatos japoneses de automovilismo de velocidad, entre ellos el Campeonato Japonés de Gran Turismos, la Fórmula Nippon, la Fórmula 3 Japonesa y el D1 Grand Prix, así como la Fórmula Renault V6 Asiática y la Fórmula 3 Asiática. El trazado principal de Autopolis tiene una variante larga de 4.674 metros de longitud y una corta de 3.022 metros. Existe un circuito totalmente independiente de 1.761 metros de extensión, que rodea un lago en la sección interna del trazado principal.
Autopolis surgió por iniciativa del inversor Tomonori Tsurumaki, quien pretendía albergar allí una carrera de Fórmula 1 en 1993. Luego de inaugurarse en el año 1990, recibió al Campeonato Mundial de Resistencia en 1991. El grupo empresarial de Tsurumaki entró en bancarrota en 1993, y el circuito terminó en manos de la empresa de construcción Hazama. Desde 2005, Autopolis es propiedad del fabricante de motocicletas Kawasaki.